# 繩文站
繩文站（：／ Seungmun yeok */?）是韩国铁道公社的一個已停用車站，位于庆尚北道荣州市文殊面繩文里，屬於中央线。

## 历史
- 1940年4月1日：开始使用[1]。
- 2013年3月28日：因荣州水库的修建，车站停用[2]。